# Шурко, Евгений Петрович
Евге́ний Петро́вич Шурко́ (род. 9 ноября 1972, Курган) — советский и российский футболист, ныне тренер. Играл на позиции защитника.

## Биография
Евгений Петрович Шурко родился 9 ноября 1972 года в городе Кургане.
Воспитанник ДЮСШ-3 города Кургана. Первые тренеры: В. Н. Прозоров, А. М. Винокуров.
В сборную СССР 1972-73 годов рождения Евгений Шурко был приглашен после финала первенства РСФСР в Белореченске (март 1988 года). Первое выступление за команду страны было на сборе в Паневежисе.
В 1990 году окончил среднюю школу № 47 города Кургана, в 1995 году — Курганский педагогический институт, факультет психологии, валеологии и спорта.
В 2003—2018 годах возглавлял курганский «Тобол», параллельно с 2014 года тренирует юных футболистов команды «Тобол-2006» (2006 года рождения) в ДЮСШ № 3 города Кургана. В августе 2018 года главным тренером стал Евгений Леонидович Мостовских, а Шурко — тренером.

## Достижения
«Сибирь» (Курган)
- Чемпион третьего дивизиона России: 1994

Юношеская сборная СССР
- Победитель мемориала Гранаткина (1): 1991[4]

| Год  | Команда                  | Игр | Гол |
| ---- | ------------------------ | --- | --- |
| 1987 | Карбышевец (Курган)      |     |     |
| 1988 | Карбышевец (Курган)      | 1   | 0   |
| 1988 | Торпедо (Курган)         | 2   | 0   |
| 1989 | Торпедо (Курган)         | 18  | 2   |
| 1989 | Ермак (Курган)           | 5   | 1   |
| 1990 | Зауралье» (Курган)       | 24  | 0   |
| 1991 | Сибирь (Курган)          | 32  | 2   |
| 1992 | Сибирь (Курган)          | 13  | 1   |
| 1993 | Сибирь (Курган)          | 35  | 1   |
| 1994 | Сибирь (Курган)          | 22  | 2   |
| 1995 | Локомотив-НН             | 25  | 0   |
| 1996 | Локомотив-НН             | 28  | 0   |
| 1996 | Локомотив-Д (НН)         | 1   | 0   |
| 1997 | Локомотив-НН             | 6   | 0   |
| 1997 | Локомотив-Д (НН)         | 7   | 0   |
| 1998 | Иртыш (Омск)             | 21  | 1   |
| 1999 | Газовик-Газпром (Ижевск) | 7   | 0   |
| 2000 | Спартак (Курган)         | 6   | 1   |
| 2001 | Иртыш (Омск)             | 19  | 1   |
| 2002 | Иртыш (Омск)             | 1   | 0   |
| 2002 | СК ЖДВ СибГАФК (Омск)    |     | 1   |
| 2002 | Спартак (Курган)         |     | 1   |